# Leoš Kyša
Leoš Kyša (* 4. listopadu 1979 Bruntál) je český spisovatel, vysokoškolský pedagog, bývalý novinář a jedna z výrazných postav Českého klubu skeptiků Sisyfos. V rámci skeptických aktivit se věnuje především paranormální výzvě[ujasnit]. Je také moderátorem podcastu Jadrná věda zaměřeného na popularizaci vědeckých témat s hosty z řad vědců a publicistů. Jako autor se pod pseudonymem František Kotleta věnuje akční sci-fi a fantasy literatuře.

## Dílo
V roce 2002 absolvoval obor sociální politika – sociální práce na Slezské univerzitě v Opavě (titul Bc.). Jako novinář začínal jako redaktor v Opavském inzertu a posléze působil v dalších médiích, např. v denících Právo a Hospodářské noviny či v časopisech Instinkt a Týden. V letech 2015–2017 pracoval jako redaktor a šéfredaktor Mediahub.cz (v rámci společnosti MAFRA), od roku 2017 je spisovatelem na volné noze. Externě působí na Slezské univerzitě v rámci oboru Multimediální techniky a vyučuje na katedře literární tvorby na pražské soukromé Vysoké škole kreativní komunikace.
Jeho autorskou prvotinou je román Poutník z Mohameda (2009) o vesmírném pašerákovi Danielu Kalandrovi. Na něj navázal druhý díl s názvem Alláhův hněv (2011). Oba byly vydány pod Kyšovým pravým jménem.
V roce 2010 začal publikovat pod pseudonymem František Kotleta akční fantasy a sci-fi ve stylu Jiřího Kulhánka. Jeho prvním románem byl Hustej nářez (2010), úvodní díl trilogie Bratrstvo krve, který je příběhem o několikasetletém upírovi Janu Bezzemkovi, který se svou upírskou „rodinou“ brání Zemi před invazí mimozemských okupantů. V roce 2012 vyšlo pokračování Fakt hustej nářez a roku 2013 třetí díl Mega hustej nářez.
Z roku 2013 pochází i první díl dvojdílného románu Perunova krev inspirovaného staroslovanskou mytologií. Druhý díl vyšel o rok později. V roce 2014 vyšla rovněž sbírka povídek Příliš dlouhá swingers party, v roce 2015 pak román Lovci a prequel k trilogii Bratrstvo krve, novela Vlci. V roce 2016 vyšla kniha Velké problémy v malém Vietnamu, navazující na příběhy hlavní postavy Tomáše Koska ze sbírky povídek Příliš dlouhá swingers party, a první díl trilogie Spad. Druhý a třetí díl této trilogie Poločas rozpadu a Rázová vlna vyšly v roce 2017. V roce 2018 vyšla třetí kniha s hrdinou Tomášem Koskem s názvem Poslední tango v Havaně. Na tuto sérii navázal v roce 2022 čtvrtou knihou s názvem Temné blues v New Orleans, čímž dle svých slov sérii s Tomášem Koskem ukončil.
Dlouhou dobu nebylo jasné, kdo za Kotletovým jménem skutečně stojí. Jako František Kotleta poprvé veřejně vystoupil Leoš Kyša v pořadu Drive televize Óčko v listopadu 2017.[chybí lepší zdroj]
V roce 2017 se podílel na antologii českých autorů Ve stínu říše, kterou o rok později následovala antologie Ve stínu apokalypsy a v roce 2019 Ve stínu magie. Roku 2021 také přispěl do antologie s názvem Krásky a vetřelci: Pulp stories, a také povídkou do sbírky Lockdown (2021). V roce 2020 vyšla v nakladatelství Epocha jeho povídková sbírka Válkotvůrci, která byla jeho první napsanou knížkou. Původně byli Válkotvůrci vydaní jako e-book v roce 2011 a až do roku 2019 byli dostupní jako e-book ke koupi, než ji autor stáhl. Nicméně v době pandemie covid-19 se Leoš Kyša rozhodl dát Válkotvůrce s novou obálkou a oproti originálu jednou povídkou (V pomerančové zahradě) k dispozici zadarmo na Palmknihy.cz společně s audioknihou Spad. Oproti původnímu plánu vyšli Válkotvůrci i jako papírová kniha. Nejdříve jako příloha časopisu Pevnost, později se objevili i v knihkupectvích.
Román Underground (2020) se odehrává v Praze, uzavřené před vnějším postapokalyptickým světem, které vládne hrstka nejsilnějších soukromých korporací. O rok později vyšlo pokračování Underground: Revoluce (2021).
Od roku 2020 vydává sérii Legie, psanou společně s Kristýnou Sněgoňovou. Dle plánu autorů má být tato space opera dvanáctidílná, přičemž v roce 2024 vyšel již 11. díl s názvem Mirská ruleta. 
Na konci roku 2023 vydal pod svým skutečným jménem román Sudetenland o alternativní historii, ve které nebyla většina sudetských Němců po druhé světové válce odsunuta. 
Jako editor se Leoš Kyša podílel na vydání antologie L3g3ndy (Legendy) (2020). V této knize mladí čeští autoři ve svých povídkách nabízejí nový pohled na české legendy a pověsti, jako například pověst O Bivojovi, Golemovi či pražském orloji, ale i další méně známé.

## Seznam děl
V letech 2009 až 2022 publikoval svá díla primárně pod nakladatelstvím Epocha. Od roku 2023 je jeho domovským nakladatelstvím Naše nakladatelství spadající pod společnost Dobrovský s.r.o.

#### Daniel Kalandra
- Poutník z Mohameda (2009, ISBN 978-80-7425-012-5) vydáno pod jménem Leoš Kyša
- Alláhův hněv (2011, ISBN 978-80-7425-104-7) vydáno pod jménem Leoš Kyša
- Poutník z Mohameda - Alláhův hněv (2019, ISBN 978-80-7557-181-6) souborné vydání

#### Bratrstvo krve
- Hustej nářez (2010, ISBN 978-80-87246-20-7)
- Fakt hustej nářez (2012, ISBN 978-80-7425-134-4)
- Mega hustej nářez (2013, ISBN 978-80-7425-165-8)
- Vlci (2015, ISBN 978-80-7425-282-2) prequel série odehrávající se v 6. století
- Stalingrad (2019, ISBN 978-80-7557-198-4) prequel série odehrávající se během druhé světové války
- Bratrstvo krve (Souborné vydání) (2023, ISBN 978-80-278-0121-3)
- Hustej nářez - komiks (2019, ISBN 978-80-7557-175-5) vydáno s ilustracemi Jany Kilianové

#### Perunova krev
- Perunova krev I. (2013, ISBN 978-80-7425-195-5)
- Perunova krev II. (2014, ISBN 978-80-7425-213-6)

#### Tomáš Kosek
- Příliš dlouhá swingers party (2014, ISBN 978-80-7425-233-4)
- Velké problémy v Malém Vietnamu (2016, ISBN 978-80-7557-020-8)
- Poslední tango v Havaně (2018, ISBN 978-80-7557-133-5)
- Temné blues v New Orleans (2022, ISBN 978-80-278-0099-5)
- Magická swingers party (Souborné vydání) (2023, ISBN 978-80-278-0158-9)
- Kyberpunková swingers party (2025, ISBN 978-80-277-6202-6)
- 21 Úderů (2018, ISBN 978-80-270-3815-2) kniha vyšla jako součást série Backend stories. Série vznikla jako kampaň Škody auto.

#### Spad
- Spad (2016, ISBN 978-80-7557-035-2)
- Poločas rozpadu (2017, ISBN 978-80-7557-067-3)
- Rázová vlna (2017, ISBN 978-80-7557-096-3)
- Řetězová reakce (2019, ISBN 978-80-7557-167-0)
- Spad (Souborné vydání) (2022, ISBN 978-80-278-0098-8)

#### Underground
- Underground (2020, ISBN 978-80-7557-241-7)
- Revoluce (2021, ISBN 978-80-278-0030-8)

#### Tobiášův řád
- Černá smečka (2023, ISBN 978-80-277-4113-7)
- Černá luna (2024, ISBN 978-80-2774-317-9)

#### Legie – společně s Kristýnou Sněgoňovou
- Operace Thümmel (2020, ISBN 978-80-7557-975-1) F. Kotleta
- Amanda (2020, ISBN 978-80-7557-976-8) K. Sněgoňová
- Šprti & frajeři (2021, ISBN 978-80-278-0022-3) K. Sněgoňová
- Rudý vrabčák (2021, ISBN 978-80-278-0052-0) F. Kotleta
- Aga (2022, ISBN 978-80-278-0073-5) F. Kotleta
- Pán hor (2022, ISBN 978-80-278-0076-6) K. Sněgoňová
- Mrtvá schránka (2022, ISBN 978-80-278-0101-5) K. Sněgoňová
- Operace Petragun (2023, ISBN 978-80-278-0109-1) F. Kotleta
- Na konci vesmíru (2023, ISBN 978-80-278-1355-1) K. Sněgoňová
- Plameny války (2024, ISBN 978-80-278-0193-0) F. Kotleta
- Mirská ruleta (2024, ISBN 978-80-278-0218-0) K. Sněgoňová

#### Další díla
- Jak přežít manželství (2015, ISBN 978-80-7425-253-2) tuto knihu napsal společně se svojí manželkou Ludmilou Hamplovou.
- Lovci (2015, ISBN 978-80-7425-259-4)
- Válkotvůrci (2020, ISBN 978-80-7557-950-8) sbírka povídek
- Sudetenland (2023, ISBN 978-80-277-2437-6) vydáno pod jménem Leoš Kyša
- Syndikát (2024, ISBN 978-80-277-4460-2) vydáno pod jménem Leoš Kyša

#### Antologie
- Temné časy (2012, ISBN 978-80-7398-172-3) – povídka Příliš dlouhá swingers party
- Společenstvo Pevnosti (2014, ISBN 978-80-7398-264-5) – povídka Draci nad Gdaňskem
- Ve stínu říše (2017, ISBN 978-80-7557-083-3) – povídka Dos grojse genereraj
- Ve stínu apokalypsy (2018, ISBN 978-80-7557-156-4) – povídka Kód Zeta
- Ve stínu magie (2019, ISBN 978-80-7557-218-9) – povídka Sitarane
- Krásky a vetřelci: Pulp stories (2021, ISBN 978-80-278-0042-1) – povídka Matka jižních hvězd
- Lockdown (2021, ISBN 978-80-278-0011-7) – povídka Staré vznešené časy
- Zákon genu (2022, ISBN 978-80-278-0072-8) – povídka Zákon genu
- Slovenský nářez (2023, ISBN 978-80-278-0136-7) – povídka 16. červen 1919
- Sudety: Ztracený ráj (2025, ISBN 978-80-275-2386-3) – povídka Kamarádi

#### Editorská práce
- L3g3ndy (Legendy) (2020, ISBN 978-80-7557-179-3)

## Překlady knih do cizích jazyků
Anglicky
- Underground Cyber Witches (2022, ISBN 9798985917055), přeložil Rafal Stachowsky, původní název Underground
- Underground Revolution (2022, ISBN 9798986452494), přeložil Bo Fisher, původní název Revoluce

Polsky
- Underground (2021, ISBN 9788365558404), přeložila Ilona Gwóźdź-Szewczenko
- Rebelia (2022, ISBN 9788365558527), přeložila Ilona Gwóźdź-Szewczenko, původní název Revoluce
- Opad (2023, ISBN 9788365558527), přeložila Ilona Gwóźdź-Szewczenko, původní název Spad
- Okres półtrwania (2025, ISBN 9788365558947), přeložila Ilona Gwóźdź-Szewczenko, původní název Poločas rozpadu
- Sudetenland (2024, ISBN 9788365558756), přeložil Kamil Czaiński

Slovensky
- Do mŕtva (2023, ISBN 9798986452494), přeložila Marta Maňáková, původní název Hustej nářez
- Fakt do mŕtva (2024, ISBN 9788082012487), přeložila Marta Maňáková, původní název Fakt hustej nářez
- Totálne do mŕtva (2025, ISBN 9788082012852), přeložila Marta Maňáková, původní název Mega hustej nářez